# HD 211575
HD 211575，又名BD-00 4333，SAO 146004、HR 8507，是一颗恒星，视星等为6.39，位于銀經62.64，銀緯-44.42，其B1900.0坐标为赤經22h 12m 56.6s，赤緯-0° -44.42′ 10″。